# Was die Großmutter noch wusste
Was die Großmutter noch wusste war eine vom SWR, davor vom SWF, produzierte Kochsendung, die von 1982 bis 2006 nahezu wöchentlich ausgestrahlt wurde und gut 350 Folgen umfasst.
Das von Werner O. Feißt entwickelte Sendekonzept hatte zum Ziel, wie der Titel bereits andeutet, traditionelle Alltagskultur nicht in Vergessenheit geraten zu lassen oder wieder in Erinnerung zu rufen. Der Schwerpunkt lag dabei auf den kulinarischen Spezialitäten, Methoden und Kochtechniken des alemannischen Raumes. In vielen Folgen wurden typische Rezepte einer Teilregion vorgestellt. Die Speisen wurden fernsehgerecht auf irdenem Geschirr und Steingut aus den elsässischen Dörfern Soufflenheim und Betschdorf hergerichtet. Als „Großmutter“ konnte der Breisgauer Werner O. Feißt die Bündnerin und Wahltessinerin Kathrin Rüegg gewinnen, mit der er mit dialektaler Färbung gemeinsam die Sendung moderierte.
Dabei spielte Kathrin Rüegg eine handwerklich geschickte und erfahrene Hausfrau im Stile einer Bilderbuchoma. Ihre Texte beschränkten sich dabei auf die fachlich korrekte und gewissenhafte Beschreibung und Erklärung ihrer Arbeit mit einfachen, trotz Regiolekt allgemein verständlichen Worten.
In Gegensatz dazu gab Werner O. Feißt einen meistens neben ihr und manchmal auch im Wege stehenden, mundartlich plaudernden Topfgucker im Stile eines lieben, häuslichen Opas im Ruhestand. Gelegentlich kochte er ihm liebgewonnene Rezepte und Kathrin Rüegg „assistierte“. Ansonsten war er für altersangemessene, dezente Komik, Anekdoten, geschichtliche Hintergründe, Moderation, Präsentation, Überleitungen und Gespräche mit Gästen zuständig.
In der ersten Staffel traten außerdem Sänger wie René Egles oder Joana auf, die traditionelles Liedgut oder mundartliche Eigenkompositionen wiedergaben. In den Sendungen wirkten regelmäßig in Gesprächen mit Feißt zunächst der Ökotrophologe Nicolai Worm, der ernährungswissenschaftliche Aspekte zum Sendungsthema darlegte, und die Medizinerin Ina Ilkhanipur mit, die Gesundheitstipps gab.
Abweichend vom ursprünglichen Sendekonzept galt in der zweiten Staffel das Interesse auch der Mittelmeerküche. Kathrin Rüegg brachte vermehrt Rezepte ihrer Wahlheimat Tessin ein, Nicolai Worm zeigte die Vorteile einer mediterranen Ernährungsweise auf, worüber er später ein Buch verfasste, und Werner O. Feißt suchte einige Mittelmeerländer auf und zeigte dortige Koch- und Alltagskultur in kurzen Filmen. Zunehmend drehte sich die Sendung nicht mehr um eine Region, sondern um eine Kochzutat. In Sondersendungen wurde das auffällig nüchterne Studio (Herd, Küchenschrank und Esstisch vor schwarzem Hintergrund) für Vor-Ort-Sendungen verlassen. Ziel war häufiger das Gehöft der „Großmutter“ im Valle Verzasca, das sie im Sinne der Sendung traditionell-ökologisch führte und wo sie bestimmte traditionelle Alltagspraktiken, wie Wolle natürlich färben, besser aufzeigen konnte als im Studio. In ihrem „Rustico“ wurden gerade nach dem Millennium viele Sendungen vorbereitet.
Ungewöhnlich waren sowohl der Vor- als auch der Abspann: In den Anfangsjahren begann die Sendung mit einem Zeichentrickfilm. Die letzten Folgen der Reihe endeten jeweils mit einem Puppenspiel, in dem die Stuttgarter Oma (Albrecht Roser) mit ihrem Hund Fidole „schwätzt“ und somit den mundartlichen Charakter der Sendung um den schwäbischen Dialekt ergänzt.
Nach Feißts Tod wurde die Sendung eingestellt – zu sehr war er zum unverzichtbaren „Großvater“ der Reihe geworden. Die Sendung und ihre beiden Moderatoren wurden im September 1997 in der Harald Schmidt Show als erste mit der dortigen neuen Satire-Rubrik zum „Liebling des Monats“ gekürt.
Mit Was die Großmutter noch wusste schuf der Fernsehpionier Werner O. Feißt ein neues Format, das zum Vorbild für die zahlreichen späteren Kochsendungen wurde. Die Sendung erreichte im alemannischen Sprachraum Kultstatus. Anlässlich der 20-jährigen Bestehens der Sendung kamen 2002 bekannte Köche nach Baden-Baden, um persönlich zu gratulieren, darunter die Sterne-Köche Vincent Klink aus Stuttgart und Johann Lafer aus Stromberg.